# Залізниця Карлсруе — Мюлаккер
Залізниця Карлсруе — Мюлаккер (нім. Bahnstrecke Karlsruhe–Mühlacker) — залізниця на заході землі Баден-Вюртемберг, Німеччина. 
Її побудовано в 1859-1863 рр. і вона є однією з найстаріших залізниць Німеччини. 
Її побудували як друге сполучення між мережами Державної залізниці Великого Герцогства Баден і Королівської Вюртемберзької державної залізниці, вона і досі є важливим маршрутом зі сходу на захід у південній Німеччині.
Відправною точкою на кінці Бадену спочатку був Дурлах, де залізниця має сполучення із Райнтальбаном. 
Пізніше залізницю було продовжено до старого вокзалу Карлсруе. 
Від Дурлаха залізниця прямує долинами Пфінц і Кемпфельбах, проходячи через вододіл між Рейном і Неккаром у тунелі поблизу Пфорцгайма, і далі долиною річки Енц на схід від Пфорцгайма до Мюлаккера.

## Історія

### Будівництво залізниці
У 1840-х роках були проведені перші переговори про сполучення між залізничними мережами Бадена та Вюртемберга, що мала сполучити Карлсруе та Штутгарт через Пфорцгайм, але вони зазнали невдачі через розбіжності щодо маршруту. 
Баден бачив, що лінія має два важливі завдання: з одного боку, сполучення промислового міста Пфорцгайм із залізничною мережею, з іншого боку, створення можливого прямого сполучення між Францією, південною Німеччиною та Австрійською імперією.
Договір, підписаний в 1850 році, містив компромісне рішення, яке передбачало будівництво Західної залізниці від Штутгарта до Брухзаля, водночас дозволяючи землі Баден побудувати відгалуження через Пфорцгайм до Карлсруе. 
З цієї причини Західна залізниця пролягала трохи далі на південь, щоб побудувати вузлову станцію в Еккенвайгер-Гофі в районі Дюрменц.
Після того, як важка фінансова та політична ситуація в Бадені після Революції в Бадені 1848–49 років покоащілася, а головний проект Баденських державних залізниць — Райнтальбан, було завершено від Мангайма до Базеля в 1855 році, Баден міг повернутися до раніше відкладеного будівництва. 
Додатковий поштовх проекту надала угода 1857 року про будівництво залізничного мосту через Рейн у Келі, який сполучив залізничні мережі Бадена та Франції. Його було відкрито в 1861 році, створивши сполучення схід-захід.
У 1856 році уряд Вюртемберга мав дилему, чи варто йому взяти на себе будівництво залізниці Мюлаккер — Пфорцгайм. Будівництво цієї залізниці було необхідне перед тим, як можна було побудувати залізниці Енцтальбан і Нагольдтальбан. 
Ці дві долини в північному Шварцвальді були здебільшого у Вюртемберзі, але з топографічних причин до них можна було дістатися лише з Пфорцгайму в Бадені. 
Баден, однак, наполягав на своєму праві, погодженому в 1850 році, будувати залізницю самостійно.
17 грудня 1857 року було укладено міжнародний договір, який регламентував будівництво залізниці. 
Він передбачав, що Баден побудує залізницю до Мюлаккера, а Вюртемберг натомість побудує Енцтальбан і Нагольдтальбан від Пфорцгайма. 
Крім того, залізниця Дурлах — Мюлаккер буде звільнена від вюртемберзьких податків, як і Західна залізниця на території Бадена буде звільнена від податків у Бадені. 
Нижня палата парламенту Бадену спочатку відхилила угоду, але будівництво Баденської дистанції було остаточно схвалено. 
Дистанція Дурлах — Вільфердінген відкрита 10 серпня 1859 року, а до Пфорцгайма — 7 липня 1861 року. У Дурлаху залізниця мала сполучення з магістральною залізницею Баден — Карлсруе. 
Спочатку запропонований маршрут Пфорцгайм — Вільфердінген через Ноттінген, Ельмендінген і Дітлінген було відкинуто через протидію громад, і маршрут через Елмендінген і Дітлінген було замінено маршрутом уздовж долини Кемпфельбах через Кенігсбах, Ерсінген і Іспрінген.
Угоду з Вюртембергом було переглянуто, що призвело до підписання нового договору 6 листопада 1860 року. 
Дистанція Пфорцгайм — Мюлаккер відкрита 1 червня 1863 року. 
Довгий час у Мюлаккері було дві станції: наскрізна станція Вюртемберзької залізниці та тупикова станція Баденської державної залізниці. 
Потяги, що прямували через Мюлаккер, змінювали локомотиви до 1890 року, коли перші потяги почали курсувати з Карлсруе до Штутгарта без заміни локомотивів. 
Мюлаккер повністю втратив роль прикордонної станції після заснування Deutsche Reichsbahn в 1920 році.

### Подальший розвиток
Залізниця незабаром отримала значний трафік. 
Тому невдовзі побудовано другу колію: в 1867 році між Вільфердінгеном і Пфорцгаймом і в 1869 році між Дурлахом і Вільфердінгеном та між Пфорцгаймом і Мюлаккером. 
Було побудовано дві додаткові колії, щоб усунути вузьке місце між Карлсруе та Дурлахом; в результаті залізниця Карлсруе — Мюлаккер тепер починалася від станції Карлсруе-Головний. 
З побудовою станції Дурлах в 1911 році маршрут до Пфорцгайму пройшов дещо іншим маршрутом у цьому районі. 
1 червня 1958 року залізницю Карлсруе – Мюлаккер було електрифіковано, усунувши розрив в електричній мережі між уже електрифікованим Райнтальбаном та Західною залізницею Вюртемберга.
Згодом кілька залізничних ліній переважно місцевого значення з’єднано із залізницею Карлсруе — Мюлаккер:
- Енцтальбан від Пфорцгайма до Вільдбада (1868)
- Нагольдтальбан з Пфорцгайма до Кальва (1874)
- Крайхгаубан від Грецінгена до Гайльбронна (1879)

За декілька хвилин ходьби від Пфорцгайм-Головний, на Леопольдплац була станція залізниці Іттерсбах — Пфорцгайм, яка працювала до Іттерсбаха в 1901-1968 рр.
Лінія завжди була важливою сполучною ланкою для міжнародного сполучення зі сходу на захід як частина найкоротшого шляху між Парижем і Віднем. 
З 1883 року цією залізницею курсував Східний експрес з Парижа до Константинополя. 
До 1939 року цією залізницею щодня курсували десять «поїздів D» (D-Zug , експреси, що використовують вагони з коридорами) щодня із заходу на схід і сім поїздів D зі сходу на захід.
П'ять пар поїздів курсували до/з Парижа та три пари потягів до/з Відня. 
Пари поїздів курсували до/з Праги та Варшави (через Нюрнберг) і до/з Вупперталя (через Нойштадт-ан-дер-Вайнштрассе та Бад-Кройцнах). 
До цього було додано три рейси на тиждень Східним експресом, п’ять рейсів на день із заходу на схід і сім експресів зі сходу на захід між Карлсруе та Штутгартом. 
Час в дорозі міжміського потягу був від 85 до 90 хвилин на шляху від Карлсруе до Штутгарта.
Після Другої світової війни трафік спочатку було меншим, ніж до війни: епоха розкішних потягів минула, і тому Східний експрес був замінений звичайним експресом, але він продовжував називатися Східним експресом. 
З 1954 року цю послугу замінив Mozart Express між Парижем і Зальцбургом (з 1964 року продовжується до Відня). Потяги Express або EuroCity продовжували курсувати до 2003 року.
У 1991 році поїзди D на лінії були замінені на InterRegio та InterCity з двогодинним інтервалом, що значно покращило послуги. 
Завдяки відкриттю високошвидкісної залізниці Мангайм — Штутгарт між Файгінген-ан-дер-Енц і Штутгартом було прискорено рух поїздів далекого прямування на новій залізниці до Штутгарта. 
Час в дорозі міжміського потягу за цією послугою лише 52 хвилини для маршруту з Карлсруе до Штутгарта із зупинками в Пфорцгаймі, Мюлаккері та Файгінгені. 
Однак залізниця Карлсруе — Пфорцгайм — Мюлаккер також постраждала від нової залізниці, оскільки найшвидший маршрут із Карлсруе до Штутгарта більше не пролягав через Пфорцгайм, а через Брухзаль. 
У 2003 році деякі послуги InterRegio були замінені поїздами InterCity, що курсують за маршрутом Карлсруе — Штутгарт — Нюрнберг.

### Штадтбан Карлсруе

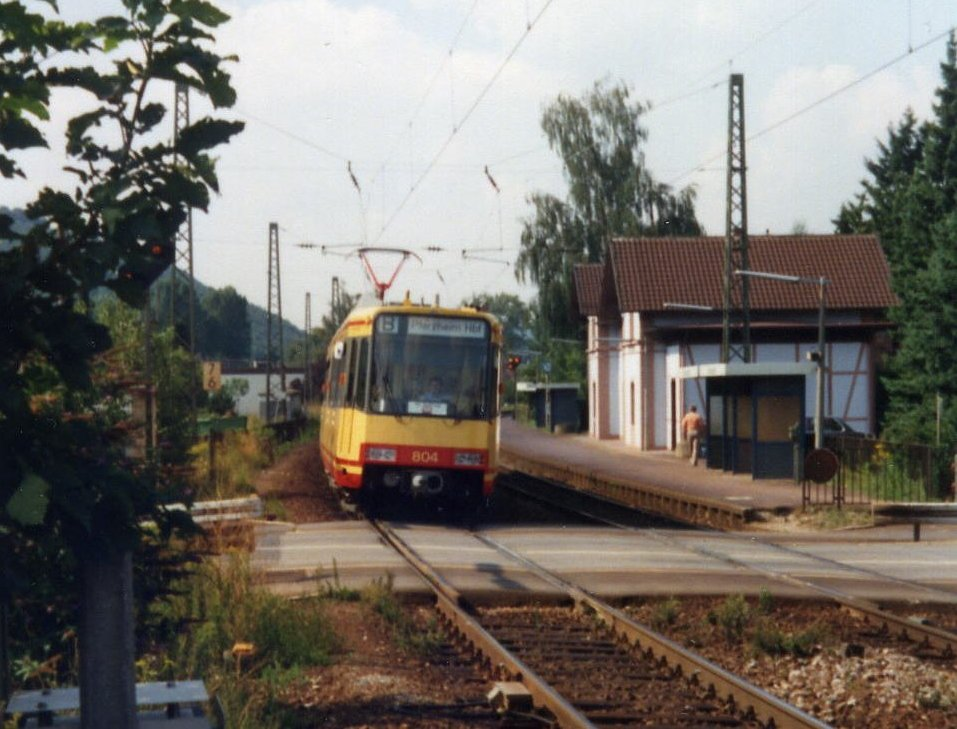
Поїзд штадтбану, на станції Зеллінген в 1991 році, прямує з Карлсруе до Пфорцгайма.

У 1980-х роках місто Карлсруе розробило плани побудови мережі штадтбану (трамвай-поїзд), включно з регіональними залізничними послугами, яка пізніше стала відомою як модель Карлсруе. 
На початку планувалось, що залізницю між Дурлахом і Вільфердінгеном буде використано штадтбаном для сполучення між Карлсруе та громадами Пфінцталь і Ремхінген. 
У 1992 році маршрут було розширено до Пфорцгайму.
Однак, оскільки запропонований інтервал не міг бути виконаний на існуючих коліях, була додана додаткова інфраструктура між Грецінгеном і Зеллінгеном — побудована додаткова колія, яка обслуговує лише міську станцію. 
Також було відкрито сім нових зупинок штадтбану між Пфорцгаймом і Грецінгеном.
Ще до будівництва додаткової колії, в 1991 році між станцією Карлсруе-Головний та Пфорцгаймом почали курсувати двосистемні легкі рейкові транспортні засоби  Albtal-Verkehrs-Gesellschaft. 
Місцеві послуги на дистанції Карлсруе — Пфорцгайм тепер здійснюються лінією S5 штадтбану але вона більше не прямує через станцію Карлсруе-Головний, а натомість до центру Карлсруе трамвайними коліями. 
У 1999 році діяльність штадтбану було розширено від Пфорцгайма до Бітігайм-Біссінгена.

## Операції

### Маршрут

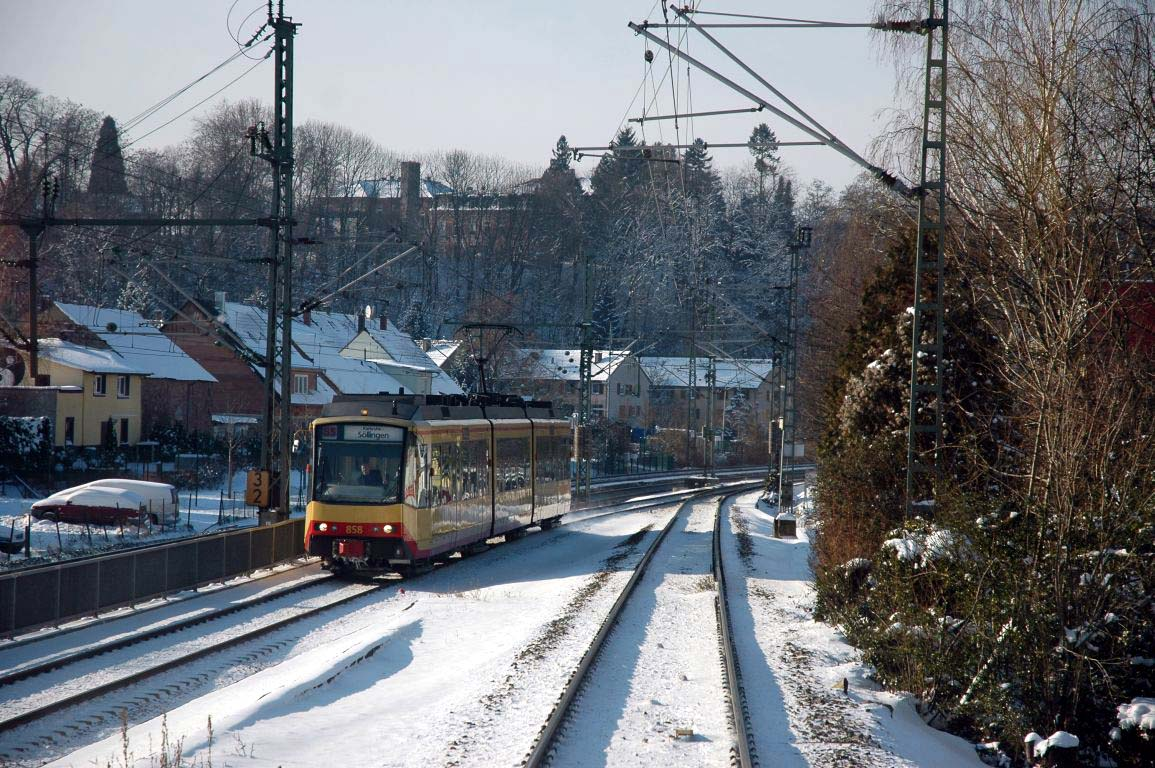
Потяг лінії S5 штадтбану Карлсруе на перехресті із Крайхгаубаном на зупинці Оберауштрассе

Основна лінія експлуатується Deutsche Bahn, як двоколійна електрифікована магістраль. 
У 1941 році в Мюлаккері була побудована сполучна крива від колишньої кінцевої станції Баденських державних залізниць на колії 50 до Західної залізниці в напрямку Бреттена, щоб прямим поїздам між Пфорцгаймом і Брухзалем не довелося повертати в Мюлаккері.
Станцію Вільфердінген-Зінген Karlsruher Verkehrsverbund називає Ремхінген для послуг штадтбану, тоді як Deutsche Bahn використовує стару назву для своїх послуг.
Колія штадтбану між Гретцінгеном і Зеллінгеном експлуатується AVG як одноколійна. 
На Крапмюленвег і Берггаузен є роз'їзди. 
У Зеллінгені була побудована двоколійна кінцева станція. На станції Гретцинген і на північ від станції Зеллінген-Рецштрассе є сполучення з головною лінією Deutsche Bahn.

### Пасажирський трафік
Міжміський трафік залізниці Карлсруе — Мюлаккер — Штутгарт обслуговується кожні дві години поїздами InterCity із зупинками в Карлсруе-Головний, Пфорцгайм, Мюлаккер, Вайгінген та в непіковий час у Дурлаху. 
14 грудня 2008 року Східний експрес був замінений поїздом EuroNight між Страсбургом і Віднем через відкриття LGV Est. 
У грудні 2009 року ця послуга була припинена.
Потяги InterCity курсують кожні дві години та чергуються з Interregio-Express кожні дві години між Карлсруе та Штутгартом із зупинками в Дурлаху, Пфорцгаймі, Мюлаккері та Файгінгені. 
Крім того, потяги Regional-Express курсують кожні дві години через Бітіггайм-Біссінген з додатковою зупинкою у Вільфердінген-Зінгені, а потім зупиняються на всіх станціях між Пфорцгаймом і Бітіггайм-Біссінгеном, а також у Людвігсбурзі та Штутгарті.
Ця залізниця тепер обслуговується лінією S5 штадтбану AVG на маршруті Верт — Карлсруе — Пфорцгайм — Мюлаккер — Бітіггайм-Біссінген. 
Це забезпечує сполучення в будні дні з 10-хвилинними інтервалами між Карлсруе та Пфінцталем, принаймні кожні 30 хвилин між Пфінцталем і Пфорцгаймом і щонайменше щогодини на схід від Пфорцгайма.
Вся довжина залізниці належить до загальної системи тарифів транспортної асоціації Карлсруе, а між Вільфердінген-Зінген і Мюлаккер належить Verkehrsverbund Pforzheim-Enzkreis.

### Вантажний трафік
Залізниця також використовується для вантажних перевезень, включно з поїздами, що курсують від нафтопереробного заводу Карлсруе до Інгольштадта. 
З проміжних станцій вантажний рух обслуговує тільки станцію Пфорцгайм. 
Однак вантажні вагони іноді стоять на станції Вільфердінген-Зінген.